# Mimmo Calopresti
Mimmo Calopresti (ur. 4 stycznia 1955 w Polistenie) – włoski reżyser, scenarzysta i producent filmowy. Autor blisko trzydziestu filmów fabularnych, krótkometrażowych i dokumentalnych. 
W latach 1991–1992 pracował dla telewizji RAI. Jego pełnometrażowy debiut, Drugi raz (1995) z Nannim Morettim i Valerią Bruni Tedeschi w rolach głównych, miał swoją premierę w sekcji konkursowej na 49. MFF w Cannes. Calopresti zasiadał w jury konkursu głównego na 54. MFF w Cannes (2001) oraz na 61. MFF w Wenecji (2004). Był również członkiem składu jurorskiego Nagrody im. Luigiego De Laurentiisa na 57. MFF w Wenecji (2000).